# Room on Fire
Room on Fire är ett musikalbum av bandet The Strokes, släppt den 28 oktober 2003. Från albumet släpptes singlarna "12:51", "Reptilia" och "The End Has No End".
Albumet blev fyra på albumlistan i USA och tvåa i Storbritannien.

## Låtlista
Samtliga låtar skrivna av Julian Casablancas, om annat inte anges.
1. "What Ever Happened?" - 2:49
2. "Reptilia" - 3:35
3. "Automatic Stop" (Julian Casablancas/Albert Hammond Jr) - 3:20
4. "12:51" - 2:27
5. "You Talk Way Too Much" - 3:00
6. "Between Love & Hate" - 3:11
7. "Meet Me in the Bathroom" - 2:52
8. "Under Control" - 3:02
9. "The Way It Is" - 2:17
10. "The End Has No End" - 3:00
11. "I Can't Win" - 2:34